# Nipponosaurus
A Nipponosaurus (jelentése 'japán gyík') a lambeosaurina hadrosauridák egyik neme, amely Ázsiában élt. A holotípust (a Hokkaido Egyetem UHR 6590 jelzésű leletét) 1934 novemberében fedezték fel egy kórház építése közben Karafuto prefektúrában (jelenleg az orosz Szahalin-szigeten levő Szinegorszk), majd 1937 nyarán további, a példányhoz tartozó maradványok kerültek elő.
Az UHR 6590 egy bal felső és alsó állcsontból, egy falcsontból, a koponya különböző elkülönülő darabjaiból, nyakcsigolyákból, hat hátcsigolyából, két keresztcsonti csigolyából, a bal lapockacsontból, a felkarcsontok alsó végeiből és egyéb mellső láb darabokból, egy ülőcsontból, egy bal medencecsontból, valamint a hátsó láb nagy részéből áll. A példányt a Yezo Csoport felső részén (a Felső Ammonitesz Mederben) gyűjtötték be (ami a késő santoni–kora campaniai korszakból származik). Habár a csontok általában gyenge minőségben őrződtek meg, a csontváz körülbelül 60%-ban teljes. Jelenleg ez a dinoszaurusz a legkevésbé ismert lambeosaurina.
A Nipponosaurusról később Suzuki és mások (2004-ben) új leírást készítettek, a következőként diagnosztizálva a taxont: „Robusztus coronoid surangularis nyúlvány, a forgócsigolya nyúlványa alig fejlődött ki, nagy hajlat a IV. ujj első ujjpercének oldalsó szegélyén.”
Suzuki és szerzőtársai úgy ítélték meg, hogy a holotípus egy majdnem kifejlett egyed, amely nagyjából 7,6 méter hosszú volt. A kladisztikai elemzés alapján a Nipponosaurus sachalinensist az észak-amerikai lambeosaurina, a Hypacrosaurus közelében helyezték el.

## Fordítás
Ez a szócikk részben vagy egészben a Nipponosaurus című angol Wikipédia-szócikk ezen változatának fordításán alapul.  Az eredeti cikk szerkesztőit annak laptörténete sorolja fel. Ez a jelzés csupán a megfogalmazás eredetét és a szerzői jogokat jelzi, nem szolgál a cikkben szereplő információk forrásmegjelöléseként.